# Distretto di Acos Vinchos
Il distretto di Acos Vinchos è uno dei quindici distretti della provincia di Huamanga, in Perù. Si trova nella regione di Ayacucho e si estende su una superficie di 152,28 chilometri quadrati.

Ha per capitale la città di Acos Vinchos e nel censimento del 2005 contava 4.882 abitanti.